# باشگاه فوتبال فلیت اسپورس
باشگاه فوتبال فلیت اسپورس (به انگلیسی: Fleet Spurs Football Club) یک باشگاه فوتبال در شهر فلیت، همپشایر، کشور انگلستان است که در سال ۱۹۵۱ میلادی تأسیس شده است.